# Jurij Nikolaevič Glazkov
Jurij Nikolaevič Glazkov (Юрий Николаевич Глазков; Mosca, 2 ottobre 1939 – 9 dicembre 2008) è stato un cosmonauta sovietico.

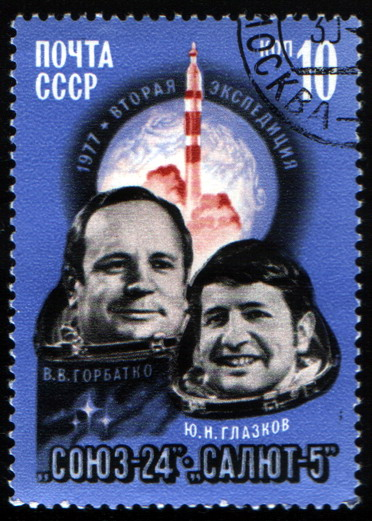
Glazkov (sulla destra) e Gorbatko su un francobollo sovietico

Nato a Mosca nel 1939 Glazkov si laureò nel 1962 all'istituto superiore di Charkov di ingegneria militare.
Dopo aver prestato servizio come ingegnere di volo nell'aeronautica militare sovietica fu selezionato quale cosmonauta il 23 ottobre 1965. Partecipò quindi come ingegnere di volo alla missione Soyuz 24 e si ritirò dal servizio attivo nel corpo dei cosmonauti il 26 gennaio 1982. A seguito della propria partecipazione alla missione spaziale fu dichiarato Eroe dell'Unione Sovietica.
Nel 1974 ottenne un dottorato di scienze tecniche e nel 1989 divenne vice-comandante del Centro di addestramento cosmonauti Jurij Gagarin, incarico che abbandonò nel maggio del 2000.
Scrisse numerosi libri tra i quali nel 1977 una guida alle attività extraveicolari((EN)  "Outside Orbiting Spacecraft") e nel 1986 un volume sull'esplorazione spaziale ((EN)  "The World Around Us"). Glaskov fu anche autore di vari romanzi di fantascienza uno dei quali, "Чёрное безмолвие" ((EN)  "The Black Silence"), fu illustrato da un suo collega, il cosmonauta Vladimir Džanibekov. Il libro venne pubblicato nel 1987.
Alla morte gli sopravvissero la moglie Lyubov e due figli.

## Onorificenze
Tra i vari riconoscimenti ricevuti è stato insignito del titolo di Eroe dell'Unione Sovietica e dell'Ordine di Lenin.